# Sistema material
Un sistema material es una porción de la materia confinada en una porción de espacio y tiempo, y que se ha seleccionado para su estudio. Se diferencia de un objeto físico en que este no tiene unos límites bien definidos, mientras los sistemas materiales presentan límites precisos. Algunas de sus propiedades son masa, volumen, tiempo, densidad y capacidad.

## Su clasificación
Pueden ser:
- Homogéneos: Presentan la misma composición química e iguales propiedades en todos sus puntos. Presentan una sola fase que puede estar en estado sólido, líquido o gaseoso.
- Heterogéneos: No son uniformes, presentan una estructura y una composición diferente en distintos puntos. Esto provoca que tengan dos o más fases.
- Inhomogéneos: es el sistema con el microscopio, que no presenta superficies de discontinuidad, pero cuyas propiedades varían en forma gradual y continua.

### Según su composición
Según su composición, los sistemas materiales se clasifican en:
- Sustancias puras: Contienen un solo componente, de composición y propiedades fijas. Se dividen en:
  - Elementos químicos: Formados por átomos con el mismo número atómico. Ej: oro, carbono, oxígeno.
  - Compuestos químicos: Contienen varios tipos de átomos, con distinto número atómico, unidos entre sí mediante enlaces químicos, formando moléculas o redes de átomos o iones, con una estructura fija. Ej: agua, benceno, etanol, glucosa.

Se pueden descomponer en los elementos constituyentes mediante métodos químicos de descomposición como la electrólisis.
- Mezclas de sustancias. Contienen dos o más sustancias puras, por lo que su composición química y sus propiedades son variables. Se dividen en:
  - Mezclas homogéneas, habitualmente llamadas disoluciones. se distingue una sola fase. Ej: agua de mar.
  - Mezclas heterogéneas o mezclas propiamente dichas. se pueden distinguir varias fases. Ej: granito.

| Elemento químico | Compuesto químico     | Disolución                       | Mezcla heterogénea |
| ---------------- | --------------------- | -------------------------------- | ------------------ |
|                  |                       |                                  |                    |
| Cromo            | Sulfato de cobre (II) | Difusión de un colorante en agua | Granito            |

Las sustancias de una mezcla se pueden separar por métodos físicos de separación: evaporación, destilación, cristalización.